# تری کلیوچا
تری کلیوچا (انگلیسی: Tri Klyucha) یک شهرک در شهرستان شارانسکی استان باشقیرستان کشور روسیه است.